# Karl Henrici (pittore)
Johann Josef Karl Henrici (o Henrizi, Heinrici; Schweidnitz, 15 gennaio 1737 – Bolzano, 27 ottobre 1823) è stato un pittore austriaco.

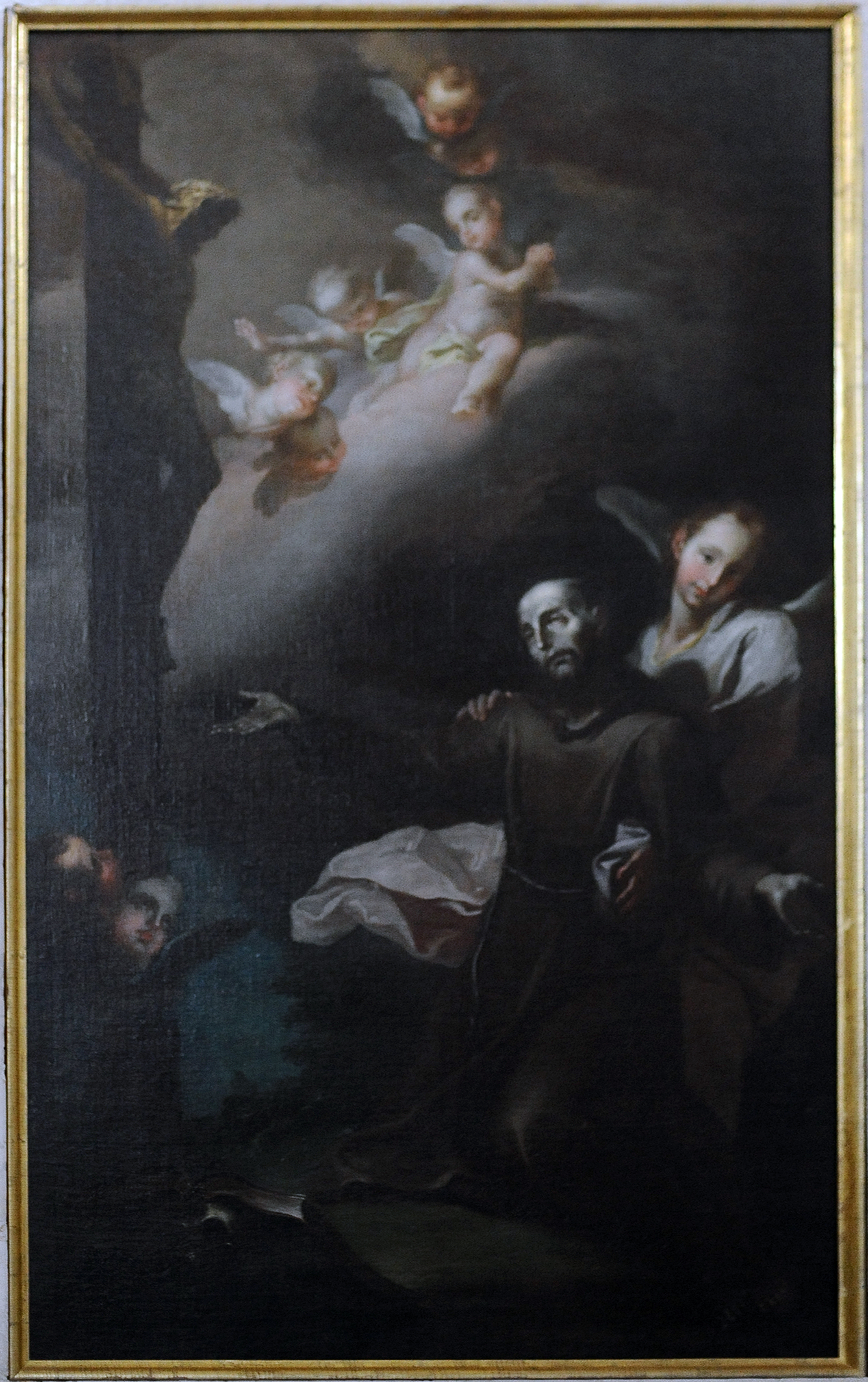
S. Francesco d'Assisi riceve le stimmate (1770-1780), Chiesa di San Francesco d'Assisi a Gabbiolo, Trento

A diciott'anni lasciò la sua terra natale per un soggiorno di studi a Venezia. Passa quindi a Bolzano dove opera nella bottega di un pittore locale e completò la sua formazione artistica a Verona, presso Giambettino Cignaroli.
Fu uno dei più apprezzati affreschisti della zona di Bolzano, richiestissimo sia da privati che dal clero.